# Leuronectes andinus
Leuronectes andinus är en skalbaggsart som först beskrevs av Guignot 1958.  Leuronectes andinus ingår i släktet Leuronectes och familjen dykare. Inga underarter finns listade i Catalogue of Life.